# Iltisbach (Irrsee)
Der Iltisbach ist ein kleiner Bach am Zeller- oder Irrsee im Mondseeland, einem Teil des Salzkammerguts im Hausruckviertel Oberösterreichs.

## Lauf und Landschaft
Der Bach entspringt im Gemeindegebiet Tiefgraben unweit nördlich des Kolomannsberg-Gipfels (1114 m ü. A.) aus mehreren Gräben auf etwa 950 m ü. A. Er fließt die Kolomannsberg-Ostflanke hinab nach Vorderau, wo er von links den Graben  südlich des Schusterbergs aufnimmt und danach von rechts denjenigen Graben, der von der Kolomansbergkirche über den Stöcklberg und Grueb herunterkommt.
In Vorderau tritt er auch in die Talebene des Irrsees ein, wendet sich nordöstlich bis nördlich, und mündet nach 3 Kilometern Lauf in einem ausgedehnteren Mooswiesengebiet unterhalb Hausstätt in den Irrsee (553 m ü. A.).

## Geologie und Hydrographie
Der nordöstliche Lauf ist hierorts unüblich: Das Mondsee-Irrsee-Gebiet stellt den nacheiszeitlichen Rückzugsraum der Gletscherzunge des Traungletschers dar und entwässert deshalb alpeneinwärts („verkehrt herum“, erst ab dem Attersee strömt das Wasser wieder Richtung Alpenrand). Dem folgen auch die meisten kleinen Zubringer. Der Iltisbach und der östlich davon liegende Hausstättergraben bei Speck – wie auch der Zellerbach gegenüber vom Lackenberg – gehen entgegen dieser Richtung. Es dürfte sich um Laufbildungen im spät-würmzeitlichen Gletscherschwund-Vorfeld handeln (Würm-Kaltzeit ca. 100.000–10.000 Jahre vor heute), die südlicheren Kolomansberg-Gräben rinnen dann sämtlich direkt Richtung Mondsee.